# مسمومیت با متانول
مسمومیت با متانول، مسمومیتی است که در اثر مصرف متانول رخ می‌دهد. از نشانه‌های این مسمومیت می‌توان به کاهش سطح هوشیاری، تضعیف یا از دست رفتن هماهنگی میان حرکات بدن، استفراغ، درد شکمی و بوی خاص دهان اشاره کرد. ممکن است ۱۲ ساعت پس از مصرف متانول کاهش دید رخ دهد. مواردی مانند نابینایی و توقف کار کلیه می‌توانند از اثرات بلندمدت آن باشد. پس از نوشیدن ۱۰ میلی‌لیتر متانول ممکن است نابینایی رخ دهد. همچنین پس از مصرف ۱۵ میلی‌لیتر ممکن است مرگ اتفاق بیافتد (مقدار میانه مصرف منجر به مرگ ۱۰۰ میلی‌لیتر است اما مقدار دقیق آن برای هر فرد متفاوت بوده و به وزن بدن فرد بستگی دارد).
مسمومیت با متانول غالباً پس از نوشیدن مایع شیشه‌شور ماشین رخ می‌دهد. ممکن است این موضوع تصادفی یا به خاطر تلاش برای انجام خودکشی باشد.
ممکن است مسمومیت با متانول از طریق تماس گسترده پوست با متانول یا تنفس بخار متانول رخ دهد. زمانی که متانول تجزیه و به مولکول‌های کوچک‌تر تجزیه شود، مولکول‌هایی مانند فرمالدهید، فرمیک اسید و نمک فرمات تولید می‌شوند که عوامل اصلی مسمومیت با متانول هستند.

## علایم و نشانه‌ها
علائم اولیه مسمومیت با متانول شامل سرکوب سیستم عصبی مرکزی، سردرد، سرگیجه، حالت تهوع، عدم هماهنگی و گیجی میشود که در دوزهای زیاد منجر به بیهوشی و مرگ می شود. علائم اولیه قرار گرفتن در معرض متانول معمولاً کمتر از علائم ناشی از مصرف مقدار مشابهی اتانول است. پس از برطرف شدن علائم اولیه، مجموعه دومی از علائم، از ۱۰ تا ۳۰ ساعت پس از قرار گرفتن در معرض اولیه، ظاهر می شود که ممکن است شامل تاری، نورهراسی، دید طوفان برف یا از دست دادن کامل بینایی، اسیدوز و خونریزی های پوتامینال باشد، که غیر معمول است. اما عارضه جدی این علائم ناشی از تجمع سطوح سمی فرمات در خون است و ممکن است در اثر نارسایی تنفسی منجر به مرگ شود. معاینه فیزیکی ممکن است تندنفسی را نشان دهد و معاینه چشم ممکن است مردمک های گشاد شده با پرخونی دیسک بینایی و ادم شبکیه را نشان دهد.